# Quintessence (philosophie)
Pour les articles homonymes, voir Quintessence.
La quintessence, en philosophie, est un concept développé durant l'Antiquité pour décrire une substance du cosmos, la cinquième essence (quinta essentia), qui n'appartient pas aux quatre éléments. 

## Présentation

### Définition générale

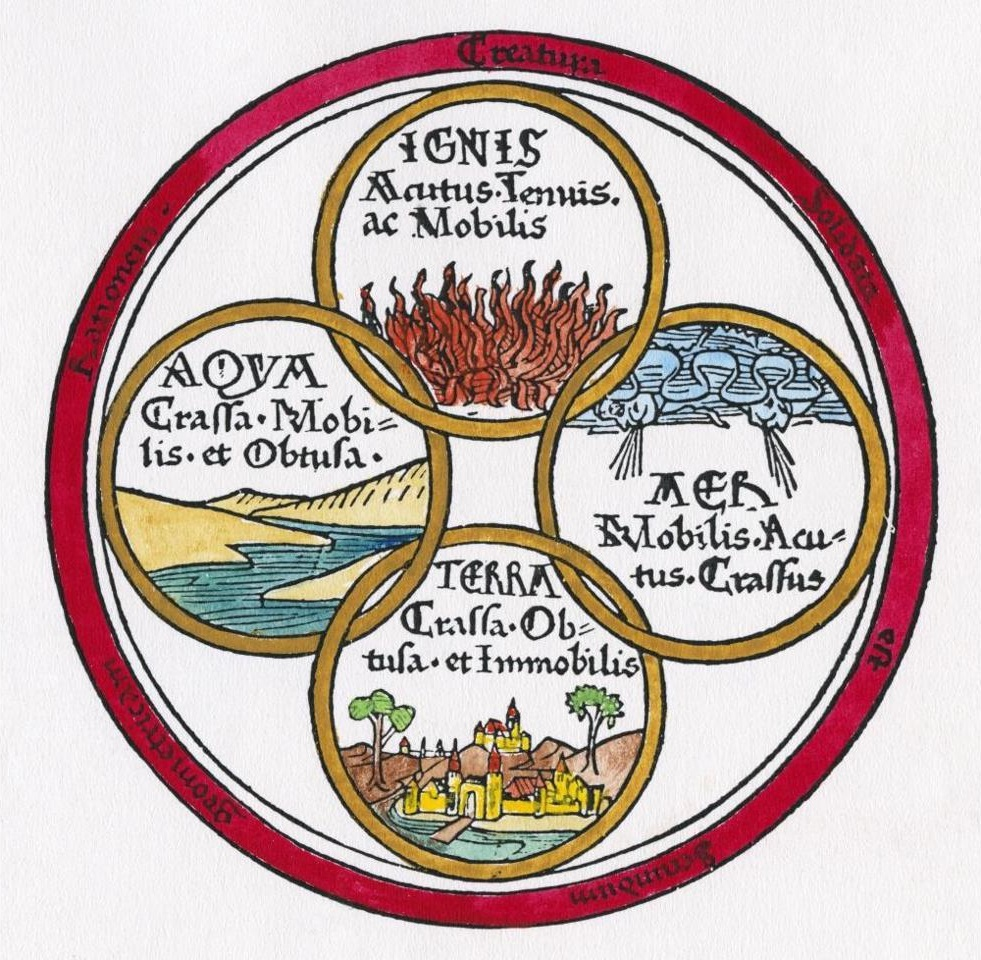
Les quatre éléments, selon la théorie d'Empedocle, dessin réalisé en 1472.

La quintessence est le nom que les philosophes de l'Antiquité donnent à un élément plus subtil que la terre, l'eau, l'air et le feu, définis par Empédocle au Ve siècle av. J.-C. dans sa théorie des quatre éléments. C'est la cinquième essence, celle qui assure la cohésion.  
La théorie de la quintessence peut être attribuée à Péripatos du IIe siècle av. J-C.  
Le mot renvoie également, en cosmologie, à l'éther, principe étudié par la physique. Il est d'ailleurs à noter que dans la mythologie grecque, Éther est le nom donné pour une divinité censée personnifier la partie supérieure du ciel.
La quintessence est un concept étudié depuis l'Antiquité grecque dans la perspective cosmologique du monde, où le cosmos existe par opposition au chaos. Dans cette perspective, et selon Aristote, au IVe siècle av. J.-C., la quintessence est l’essence du ciel et des astres,. C'est ce qui caractérise le monde supra-lunaire (situé au dessus de la lune). Les quatre autres éléments, ceux du monde sublunaire (sous la lune), sont soumis à la dégradation, ce qui n'est pas le cas de la cinquième essence, de nature divine et plus ancienne que les autres matières. Cette théorie a été reprise par Pythagore qui émet l'hypothèse, que cette essence, serait plus pure et subtile et ce serait d'elle dont découleraient tous les autres éléments de l’univers.
Cicéron, au Ier siècle av. J.-C. considère que la quinta essentia est aussi la matière de l’âme. Le terme est ainsi réemployé par John Locke au XVIIe siècle, qui évoque la nature de l'âme et sur la question de savoir si la quinta essentia pourrait penser,. 

### L'alchimie: un dérivé de l'étude de la quintessence

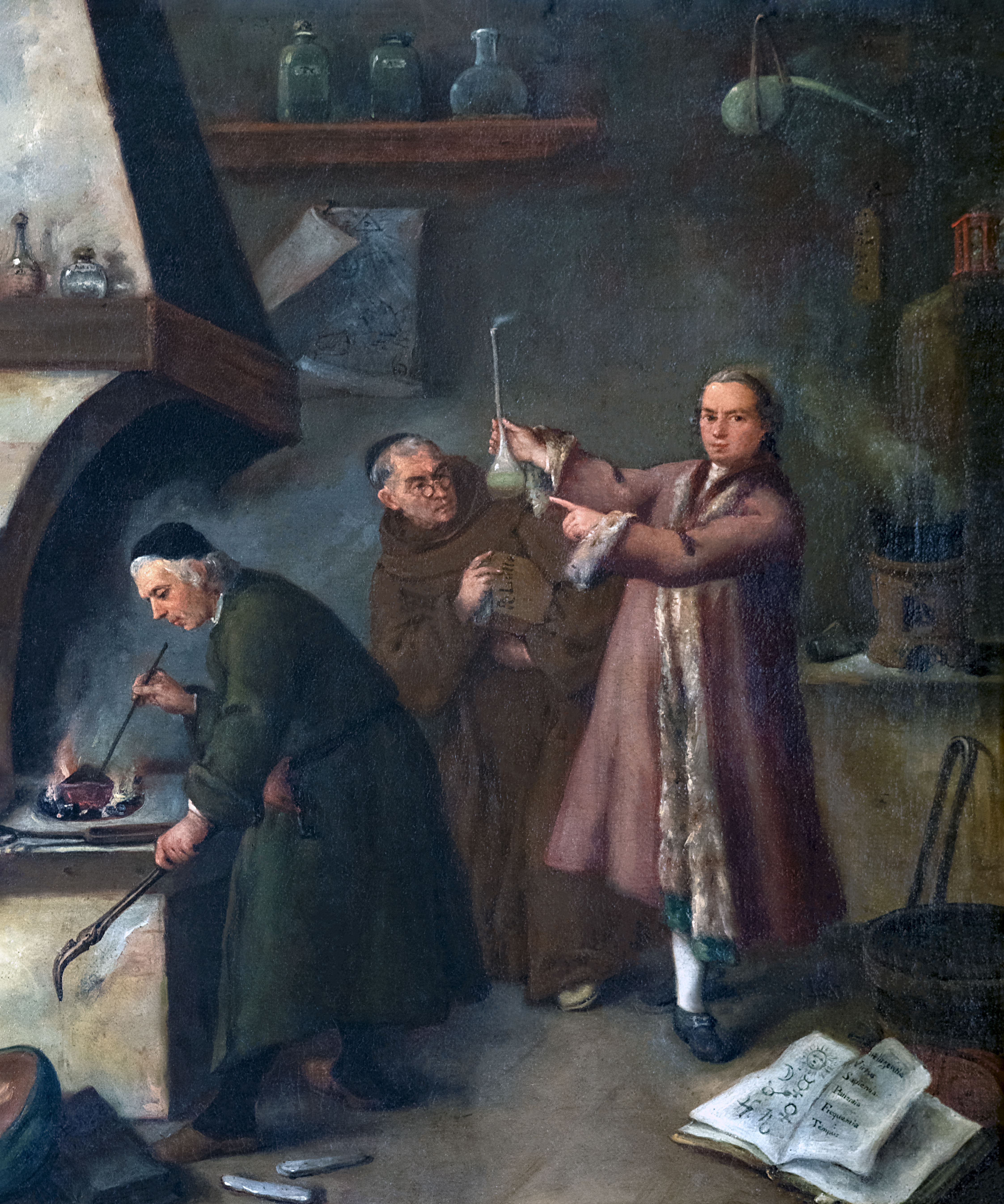
Les Alchimistes (Pietro Longhi, 1757)

Le mot a évolué durant le Moyen Âge, pour retenir surtout l’idée de l’essence la plus pure ; d’où l’usage du mot pour désigner, en chimie, la partie active du corps, dégagée de tout ce qui est matière inutile.
Les alchimistes du Moyen Âge ont travaillé autour de cette recherche. La quintessence désigne alors une substance qui résulte de tout un processus d'opérations alchimiques, de distillations successives.
Les alchimistes se désignaient souvent eux-mêmes comme des « abstracteurs de quintessence », comme par exemple l'étude de la Quinte essence de Jean de Roquetaillade dans De consideratione quintae essentiae rerum omnium.

### Usage du mot au sens figuré
De nos jours la quintessence décrit ce qu’il y a de plus essentiel, de plus profond, de plus subtil. On peut alors parler de la quintessence d’un ouvrage par exemple.
Dans son usage moderne, le mot quintessence désigne tout ce qui est le plus réduit, le plus concentré, qui contient les propriétés caractéristiques, qui exprime l'essentiel. Il peut s'agir par exemple du résumé d’une pensée ou d’une doctrine. 

### Postérité du concept
Le terme a été réemployé pour un film réalisé par Luc Besson en 1997 intitulé : Le cinquième élément. Cependant, le film ne traite pas directement du concept tel qu'il était développé durant l'Antiquité.
Mais si l'on observe l'oeuvre globale de Luc Besson on retrouve les 4 éléments dans ses longs métrages:
- Le Dernier Combat → reset
- Subway → terre
- Le Grand Bleu → eau (complété avec Atlantis un film sur la beauté de l'océan)
- Nikita → feu (la passion, l'amour)
- Léon → air (skyline des grattes-ciel, la plante n'est que de l'air, le film fini en téléphérique...)
- Le Cinquième Élément → la quintessence